# Seat Music Awards 2019
Die 13. Verleihung der italienischen Seat Music Awards fand am 4. und 5. Juni 2019 in der Arena von Verona statt und wurde am 5. (live) und 6. Juni (um zwei Tage versetzt) auf Rai 1 ausgestrahlt. Am 23. Juni wurde außerdem das Special Seat Music Awards Again gezeigt. Moderatoren waren wie in den Jahren zuvor Carlo Conti und Vanessa Incontrada. Als internationaler Gast trat Mika auf.
Nach dem Rückzug des Sponsors Wind, der die Veranstaltung bis 2018 begleitet hatte (mit Ausnahme der Ausgabe 2014), wurde die Verleihung 2019 zunächst einfach als Music Awards angekündigt, bevor der Automobilhersteller Seat die Rolle des neuen Hauptsponsors übernahm. Radiopartner war in diesem Jahr Radio Italia.

## Erster Abend (5. Juni)

### Auftritte
- Francesco De Gregori mit Gnu Quartet und Gaga Simphony Orchestra – La donna cannone
- Salmo – 90min / Il cielo nella stanza
- J-Ax – Ostia Lido
- Irama – Arrogante
- Ermal Meta – Ercole
- Laura Pausini und Biagio Antonacci – Un’emergenza d’amore / Liberatemi
- Ligabue – Polvere di stelle, Piccola stella senza cielo / Happy Hour / Tra palco e realtà / Urlando contro il cielo
- Marco Mengoni – Muhammad Ali, Hola / Guerriero / Voglio / Io ti aspetto
- Ultimo – Rondini al guinzaglio
- Claudio Baglioni – Con voi, La vita è adesso
- Alessandra Amoroso – Immobile / Amore puro / Comunque andare / La stessa, Forza e coraggio
- Laura Pausini und Biagio Antonacci – In questa nostra casa nuova
- Elisa – Se piovesse il tuo nome
- Antonello Venditti – Sotto il segno dei pesci
- Mahmood mit Maikel Delacalle – Soldi
- Thegiornalisti – Maradona y Pelé, Felicità puttana
- Pio e Amedeo – Non c’hai una lira
- Elisa mit Carl Brave – Vivere tutte le vite
- Måneskin – L’altra dimensione
- Carmen Pierri – Verso il mare
- Gigi D’Alessio und Guè Pequeno – Quanto amore si dà
- Guè Pequeno – Bling Bling
- Roberto Vecchioni – Formidabili quegli anni

### Vergebene Preise
- Alben
  - Playlist – Salmo
  - Plume – Irama
  - Giovani – Irama
  - Start – Ligabue
  - Atlantico – Marco Mengoni
  - Colpa delle favole – Ultimo
  - 10 – Alessandra Amoroso
  - Diari aperti – Elisa
  - Gioventù bruciata – Mahmood
  - Love – Thegiornalisti
  - Il ballo della vita – Måneskin
  - Sinatra – Guè Pequeno
  - L’infinito – Roberto Vecchioni

- Singles
  - Il cielo nella stanza – Salmo
  - 90min – Salmo
  - Nera – Irama
  - Hola (I Say) – Marco Mengoni
  - I tuoi particolari – Ultimo
  - Se piovesse il tuo nome – Elisa
  - Soldi – Mahmood
  - Felicità puttana – Thegiornalisti
  - Torna a casa – Måneskin
  - Pablo – Sfera Ebbasta
  - Peace & Love – Sfera Ebbasta

- Live
  - Salmo
  - J-Ax
  - Irama
  - Ermal Meta
  - Marco Mengoni
  - Ultimo
  - Claudio Baglioni
  - Alessandra Amoroso
  - Laura Pausini
  - Biagio Antonacci
  - Elisa
  - Antonello Venditti
  - Thegiornalisti
  - Måneskin
  - Sfera Ebbasta

- Sonderpreise
  - Premio PMI – Ultimo
  - Premio SIAE – Ultimo
  - Premio SIAE – Claudio Baglioni
  - Premio Arena di Verona – Claudio Baglioni
  - Premio EarOne – Thegiornalisti
  - Premio FIMI – Sfera Ebbasta
  - Premio AFI – Roberto Vecchioni

## Zweiter Abend (4./6. Juni)

### Auftritte
- Lo Stato Sociale mit Arisa und Myss Keta – DJ di m****
- Annalisa – Avocado Toast
- Fabrizio Moro – Ho bisogno di credere
- Enrico Nigiotti – Notturna
- Benji & Fede – Dove e quando
- Paola Turci – Viva da morire
- Francesco Renga – Prima o poi
- Raf und Umberto Tozzi – Il battito animale / Tu / Gloria / Infinito
- Modà – Sono già solo / Gioia / La notte
- Il Volo – A chi mi dice
- Nek – La storia del mondo
- Mika – Ice Cream
- Boomdabash mit Alessandra Amoroso – Mambo salentino
- Boomdabash – Per un milione
- Loredana Bertè – Tequila e San Miguel
- Fiorella Mannoia – Il senso
- Fiorella Mannoia und Ron – Cara
- Francesco Gabbani – È un’altra cosa
- Takagi & Ketra mit Giusy Ferreri – Jambo
- Mika – Relax, Take It Easy
- Gino Paoli – Una lunga storia d’amore
- Achille Lauro – 1969 / Rolls Royce
- Noemi – Domani è un altro giorno
- Alberto Urso – Accanto a te
- Baby K – Da zero a cento / Playa
- Negrita – Andalusia
- The Kolors mit Elodie – Pensare male
- Anna Tatangelo – Tutto ciò che serve
- Levante – Andrà tutto bene
- Gazzelle – Punk

### Vergebene Preise
- Singles
  - Per un milione – Boomdabash
  - Non ti dico no – Boomdabash und Loredana Bertè
  - Amore e capoeira – Takagi & Ketra mit Giusy Ferreri und Sean Kingston
  - Da zero a cento – Baby K

- Live
  - Fabrizio Moro
  - Fiorella Mannoia
  - Gazzelle

- Sonderpreise
  - Sonderpreis für das Album Raf Tozzi – Raf und Umberto Tozzi
  - Premio Seat – Boomdabash
  - Lebenswerk – Gino Paoli

## Dritter Abend

### Auftritte
Mit * markiert sind bereits an den ersten beiden Abenden ausgestrahlte Auftritte.
- Laura Pausini und Biagio Antonacci – In questa nostra casa nuova*
- Cristina D’Avena – Medley der Titelmelodien von Doraemon, Memole dolce Memole, Robin Hood, Rossana und I Puffi
- Marco Mengoni – Muhammad Ali*
- Rkomi und Elisa – Blu
- Ligabue – Piccola stella senza cielo / Happy Hour / Tra palco e realtà / Urlando contro il cielo*
- Fabrizio Moro und Anastasio – Figli di Nessuno (Amianto)*
- Anastasio – La fine del mondo
- Alessandra Amoroso – Immobile / Amore puro / Comunque andare / La stessa / Forza e coraggio*
- Thegiornalisti – Maradona y Pelé*
- Raf und Umberto Tozzi – Battito animale / Tu / Gloria / Infinito*
- Dark Polo Gang – Cambiare adesso
- Il Volo – A chi mi dice*
- Fiorella Mannoia – Il senso*
- Gemitaiz – Lo sai che ci penso
- Carl Brave – Posso, Merci
- Nek – La storia del mondo*
- Emis Killa – Tijuana
- Fred De Palma und Ana Mena – D’estate non vale, Una volta ancora
- Emma Muscat und Biondo – Avec moi
- Francesco Gabbani – È un’altra cosa*
- Takagi & Ketra mit Omi und Giusy Ferreri – Jambo*
- Luchè – Torna da me
- Ernia – 68

#### Vergebene Preise
- Alben
  - Duets Forever – Tutti cantano Cristina – Cristina D’Avena
  - Dove gli occhi non arrivano – Rkomi
  - Trap Lovers – Dark Polo Gang
  - Notti brave – Carl Brave
  - Supereroe – Emis Killa
  - Dejavu – Biondo
  - Potere – Luchè
  - 68 – Ernia

- Singles
  - La fine del mondo – Anastasio
  - Cambiare adesso – Dark Polo Gang
  - Fotografia – Carl Brave
  - Rollercoaster – Emis Killa
  - D’estate non vale – Fred De Palma und Ana Mena

- Live
  - Gemitaiz

## Einschaltquoten
| Abend | Datum         | Zuschauer | Marktanteil |
| ----- | ------------- | --------- | ----------- |
| 1     | 5. Juni 2019  | 3.294.000 | 16,97 %     |
| 2     | 6. Juni 2019  | 3.157.000 | 16,16 %     |
| 3     | 23. Juni 2019 | 2.562.000 | 14,50 %     |

## Belege
1. ↑  Seat title sponsor dei Music Awards in onda su Rai 1. In: Brand News. 3. Juni 2019, abgerufen am 6. Juni 2019.
2. ↑  Mattia Buonocore: Ascolti TV Mercoledì 5 giugno 2019. Non è la D’Urso tocca il 20%, i Music Awards non vanno oltre il 17%. Male Realiti (2.5%). In: DavideMaggio.it. 6. Juni 2019, abgerufen am 14. Juli 2019.
3. ↑  Stefania Stefanelli: Ascolti TV Giovedì 6 giugno 2019. I Music Awards chiudono al 16.2%. All Together Now 12.8%, la Nations League 8.4%. In: DavideMaggio.it. 7. Juni 2019, abgerufen am 14. Juli 2019.
4. ↑  Stefania Stefanelli: Ascolti TV Domenica 23 giugno 2019. I Music Awards 14.5%, Lontano da Te 9.1%, Austria-Germania Under 21 al 7.8%. In: DavideMaggio.it. 24. Juni 2019, abgerufen am 14. Juli 2019.